# Ningbo International Circuit
Het Ningbo International Circuit is een racecircuit nabij de Chinese havenstad Ningbo in de provincie Zhejiang. Eigenaar van het circuit is de Chinese autofabrikant Geely.

## Ontwerp
Het circuit is ontworpen door Alan Wilson, die ook verantwoordelijk is voor het ontwerp van, onder andere, het Miller Motorsports Park en Barber Motorsports Park in de Verenigde Staten. In december 2015 is men begonnen met de aanleg van het circuit, dat in juni 2017 geopend moest worden.
Ningbo is gehomologeerd naar de FIA klasse 2. Dit houdt in dat het circuit voldoet aan alle veiligheidsmaatregelen voor elke klasse van autosport, met uitzondering van de Formule 1.

## Opening
In augustus 2017 beleeft het circuit zijn vuurdoop, wanneer een ronde van het Chinese Formule 4 kampioenschap wordt verreden. In oktober 2017 volgt de eerste internationale wedstrijd, wanneer de zevende ronde van het WTCC seizoen 2017 plaatsvindt.